# گری متر
گری متر (انگلیسی: Gray Matter) با نام قدیمی‌تر شرکت زاتریکس انترتینمنت (به انگلیسی: Xatrix Entertainment, Inc.) شرکت بازی ویدئویی آمریکایی بود که در سال ۱۹۹۳ در لس آنجلس تأسیس شد.

## عنوان بازی‌ها
| سال  | عنوان                   |
| ---- | ----------------------- |
| ۱۹۹۴ | سایبریا                 |
| ۱۹۹۵ | سایبریا ۲               |
| ۱۹۹۷ | ردنک رمپج               |
| ۱۹۹۸ | ردنک رمپچ رایدز اگن     |
| ۱۹۹۸ | ردنک دیر هانتن          |
| ۱۹۹۸ | لرزش ۲                  |
| ۱۹۹۹ | کینک‌پین - لایف او کرایم |

| سال  | عنوان                    |
| ---- | ------------------------ |
| ۲۰۰۱ | بازگشت به قلعه ولفنشتاین |
| ۲۰۰۴ | ندای وظیفه: حمله متفقین  |

### بازی کنسل‌شده
تری‌نیتی: اثر شکستگی